# Tácticas, técnicas y procedimientos
Las tácticas, técnicas y procedimientos (TTP) son un concepto esencial en la doctrina militar y en el estudio del terrorismo y la cibercriminalidad. El rol de las TTP es identificar los modelos de comportamiento individuales de una actividad o de una organización particular, y categorizar las tácticas y las armas empleadas.

## TTP del terrorismo
El enfoque actual del análisis del terrorismo implica un examen de qué armas emplean, y de qué manera, los terroristas individuales o las organizaciones terroristas, así como sus distintas tácticas y estrategias expuestas. De manera general, los terroristas y las organizaciones terroristas de todo el mundo han empleado una amplia gama de TTP a lo largo de la historia.

### Evolución de las TTP
Históricamente, todos los terroristas del mundo presentan una evolución de sus TTP. Esto puede deberse a cambios en las circunstancias, en la disponibilidad de recursos o en la ideología.
Por ejemplo, en el caso de los talibanes, sus tácticas consisten principalmente en el uso de artefactos explosivos improvisados de estilo guerrilla y emboscadas con armas ligeras contra las fuerzas de seguridad estatales e internacionales y sus infraestructuras, como los puestos de control y los convoyes de suministros militares. Sin embargo, más recientemente, los TTP de los talibanes se han extendido para incluir atentados suicidas a gran escala con el fin de socavar la autoridad del gobierno vigente.

### Modelo de lakill chain
El modelo de la kill chain (literalmente, «cadena de asesinato») es una herramienta conceptual utilizada en el análisis y los estudios sobre el terrorismo. Todas las TTP de los terroristas y de las organizaciones terroristas forman parte del entendimiento de la kill chain terrorista, que es el esquema de actividades transaccionales relacionadas entre sí para se materialice un acto terrorista. En términos generales, esto implica describir la «jerarquía de tareas y subtareas susceptibles de estar involucradas en la ejecución» o realización de un acto terrorista, lo que puede conllevar la preparación y la secuencia de actividades que un terrorista o una organización terrorista lleva a cabo para planificar, organizar, movilizar, formar, equipar y desplegar recursos y agentes. Estas actividades constituyen el modus operandi o el «sistema de ataque» de los terroristas y organizaciones terroristas.
La kill chain completa se compone de cuatro etapas, cada una de las cuales comprende un conjunto de actividades:
1. El primer conjunto de actividades son las «etapas de preparación del ataque». En términos de análisis del terrorismo, las transacciones individuales tales como adquisición de fondos, experiencia, material, munición y capacidades, el reclutamiento de agentes, la realización de reconocimientos, la repetición de una misión y la realización de un atentado llevan firmas que las identifican como actos terroristas o delictivos o son compatibles con las operaciones de un individuo, de una célula o de un grupo específico.
2. El segundo conjunto de actividades se denomina «calendario de ejecución». Esto identifica la línea de tiempo a lo largo de la cual se llevan a cabo las distintas actividades de una organización terrorista que conducen a un proceso de ataque.
3. El tercer conjunto de actividades se identifica como la «focalización». Un individuo o un grupo lleva a cabo algún tipo de reconocimiento dedicado con el objetivo de identificar las debilidades en el sitio o en la operación, y de determinar con esta información el mejor método de ataque.
4. El cuarto conjunto de actividades se identifica como las «etapas de planificación». Estas etapas implican un determinado tipo de actividad de planificación integrada en la kill chain, y forman parte del proceso de organización, formación, equipamiento, puesta en escena, recolección de recursos y agentes, etc.[1]

La «secuencia de actividades» del modelo kill chain no es lineal, sino discontinuo. Se pueden identificar tres escenarios de modelo kill chain:
- Un individuo o un grupo promueve activamente una ideología extremista o terrorista en Internet, libros, panfletos, etc. Esta ideología es asumida por un terrorista o una organización terrorista, que reacciona en consecuencia.
- Dos o más secuencias de actividades en cadena de destrucción en paralelo (por distintos individuos o grupos) que solamente están relacionados de forma indirecta mediante individuos o grupos intermediarios que comparten creencias similares pero también tienen creencias complementarias. Numerosos intermediarios de este tipo pueden operar en este espacio, pasando ideas y recursos o incluso reclutas entre distintas organizaciones terroristas, así como grupos y células.
- Un terrorista o una organización terrorista recopila ideas, conocimientos, etc., y se lanza a diversos entornos según el concepto «estándar» del modelo kill chain.

### Transferencia de TTP terroristas
Las TTP terroristas a menudo son transmitidas entre los distintos individuos y grupos, que aprenden los unos de otros. El grado en el cual se produce esta transferencia de TTP depende de su éxito relativo cuando se transfieren a un conflicto y a un entorno diferentes. La similitud entre las TTP de distintos individuos y organizaciones terroristas en distintos conflictos y periodos de tiempo sugieren una transferencia de conocimientos:
- Conocimientos explícitos. Se trata de información teórica que se suele almacenar en forma de manuales impresos, ficheros PDF y vídeo. Estos conocimientos son muy fáciles de obtener, pero, sin una formación apropiada ni la suficiente experiencia, a menudo no se utilizan de la forma más eficaz.
- Conocimientos tácticos, generalmente adquiridos por la experiencia y la enseñanza práctica. Su transmisión requiere de la organización de centros de formación. Para los individuos o las organizaciones terroristas, la obtención de estos conocimientos es más difícil, pero constituye una transferencia de conocimiento más eficaz.

### Conceptos tácticos clave empleados en las TTP terroristas
A continuación se enumeran algunos conceptos clave ligados a las TTP y utilizados generalmente en operaciones de terrorismo o insurrección:
- Tácticas de interposición[5]
- Operaciones de imitación[6]
- Maniobras de rizoma[3]
- Análisis táctico tridimensional
- Tácticas de enjambre
- Acciones erráticas deliberadas y ataques erráticos[7]
- Defensa dinámica[7]

## TTP de la cibercriminalidad
De acuerdo con el Instituto Nacional de Estándares y Tecnología (NIST) de los Estados Unidos, las tácticas, técnicas y procedimientos describen el comportamiento de un actor cibercriminal, desde un nivel más general a uno más detallado, de forma que las tácticas son descripciones generales de patrones de comportamiento, las técnicas proporcionan descripciones más detalladas de pautas de comportamiento en el contexto de una táctica, y finalmente los procedimientos proporcionan descripciones aún más detalladas de pautas de comportamiento en el contexto de una técnica. Las TTP pueden describir la tendencia de un actor a emplear un determinado malware, su manera de operar, sus herramientas de ataque, etc.
La organización sin ánimo de lucro Mitre ha creado la base de conocimiento ATT&CK para identificar las TTP de los ciberataques.